# Phagocytose

Illustration de la phagocytose d'une particule (en noir) par un phagocyte (en rose).

La phagocytose, en biologie, est le processus cellulaire par lequel certaines cellules regroupées sous la dénomination générale de phagocyte peuvent ingérer des particules étrangères solides d'échelle micrométrique. On considère habituellement que la phagocytose est une forme particulière d'endocytose. Elle se distingue d'autres processus d'internalisation cellulaire (comme la pinocytose) par au moins deux critères généraux :
- la phagocytose est induite par le contact physique avec la particule-cible ;
- la particule-cible de la phagocytose a une taille supérieure à 0,5 µm.

Elle est réalisée de façon très efficace par les cellules regroupés sous le terme de cellules phagocytaires professionnelles : les macrophages, les cellules dendritiques ou les neutrophiles. les ostéoclastes sont aussi des cellules phagocytaires très efficaces. Les fibroblastes, les cellules épithéliales et les cellules endothéliales peuvent également réaliser une phagocytose avec une faible efficacité et sont donc décrits comme des phagocytes non professionnels. Ces cellules ne peuvent pas ingérer de micro-organismes, mais jouent un rôle important dans l’élimination des cellules mortes et le maintien de l’homéostasie.
Élément essentiel de l'immunité, elle a été découverte à la fin du XIXe siècle par Élie Metchnikov (1845-1916), récompensé par le Prix Nobel de physiologie ou médecine en 1908, conjointement avec Paul Ehrlich. Chez les amibes, elle joue un rôle nutritionnel, en leur permettant de capturer et d'ingérer des bactéries.
Les conséquences de l'activité phagocytaire sont multiples et importantes. On peut citer notamment l'élimination des pathogènes, la présentation des antigènes aux lymphocytes, l'élimination des débris cellulaires pro-inflammatoires. La phagocytose peut également être exploitée en biomédecine, par exemple pour la livraison ciblée de molécules pharmaceutiques ou pour l'immunothérapie antitumorale.

## Considérations générales

### Phagocytes
On appelle phagocytes toutes cellules étant capables de phagocytose. Toutefois, la phagocytose est principalement le fait de phagocytes dit « professionnels ». Ce qualificatif leur vient de leur taux de phagocytose nettement plus élevé ainsi que de l'adaptation de leur machinerie moléculaire interne à ce processus d'internalisation. Ces phagocytes « professionnels » appartiennent à la catégorie des leucocytes. On distingue en particulier les macrophages, les neutrophiles et les cellules dendritiques. Les études des bases moléculaires et mécaniques de la phagocytoses concernent principalement les deux premiers.

### Diversité morphologique de la phagocytose
La phagocytose est habituellement représentée dans la littérature comme la formation d'une protrusion membranaire en forme de calice, la coupe phagocytaire, qui se forme au niveau du contact entre phagocyte et cible phagocytaire. Cependant, les déformations membranaires menant à la phagocytose présentent des morphologies très variées, en fonction de la cible et de la nature des ligands et récepteurs phagocytaires impliqués :
- coupe phagocytaire : c'est la forme la plus classiquement décrite. Elle se forme par exemple en aval de la détection du fragment constant (Fc) des immunoglobulines G (IgG) par les récepteurs au fragment constant (FcR) portes par le phagocyte. Elle constitue en un piédestal, à l'endroit du contact initial entre le phagocyte et la cible, et d'un « calice », la coupe phagocytaire a proprement parler, dont les bords englobent progressivement l’intégralité de la cible ;
- rides membranaires (ruffle) : La phagocytose en aval de la molécule du complément C3bi (détectée par le récepteur au complément CR3) favorise la formation de « rides » membranaires (« ruffles » en anglais) : des ondulations de la membrane plasmique qui peuvent finir par recouvrir la cible phagocytaire ;
- la phagocytose sans protrusions membranaires : des observations microscopiques pionnières ont rapporte des phagocytoses sans protrusions, ou la cible phagocytaire semblait « couler » dans la cellule, par exemple dans le contexte de la phagocytose en aval du complément C3bi, ou dans la phagocytose passive (sans utilisation de récepteurs ou ligands phagocytaires, seulement due a hydrophobie de la cible) ;
- phagocytose « enroulée » : cas particulier, observé lors de la phagocytose de certains pathogènes. La membrane de la cellule s'enroule autour d’elle-même, formant ainsi une spirale.

Les causes physico-chimiques ainsi que les conséquences fonctionnelles (efficacité, rapidité, etc.) de cette diversité sont encore peu connues.

### Diversité des couples récepteurs phagocytaires/ligands phagocytaires
La phagocytose se distingue d'autres modes d'ingestion cellulaire par la nécessité d'un contact entre le phagocyte et sa cible. Certains cas de phagocytose passive ont été décrits. Dans ce cas, les propriétés physico-chimique du couple cible/phagocyte (charges électriques, hydrophobie) suffisent à ce que la cible soit passivement englobée. La plupart des cas concernent en revanche une phagocytose active, où le processus n'est enclenché qu'en aval de l'appariement d'un ou plusieurs récepteurs phagocytaires (portés par le phagocyte) et d'un ou plusieurs ligands (portés par la cible). Cette phagocytose active a pour conséquence d'introduire la notion de spécificité de la phagocytose. Parmi les cas de phagocytose active, on distingue ceux où la cible présente déjà les ligands et ceux où les ligands sont fixés sur la cible à la suite de réactions chimiques extérieures, ce qu'on appelle l'opsonisation. L'exemple d'opsonisation le plus connu est le rôle des anticorps IgG : ce n'est que lorsque les IgG se fixent sur leur cible que les récepteurs FcR à la surface des phagocytes peuvent s'y fixer et initier le processus de phagocytose.

## Déroulement

### Détection de la cible
La première phase de la phagocytose est la détection de la particule cible. La détection est médiée par des récepteurs dédiés sur les cellules phagocytaires. Les récepteurs de reconnaissance de motifs moléculaires sont les récepteurs dédiés aux motifs moléculaires associés aux pathogènes. Certains de ces récepteur de reconnaissance de motifs moléculaires peuvent initier la phagocytose. D'autres récepteurs de reconnaissance de motifs moléculaires, par exemple les récepteurs de type Toll, peuvent se lier aux motifs moléculaires associés aux pathogènes mais ne pas induire de phagocytose. Ces récepteurs peuvent cependant préparer la cellule à la phagocytose. Enfin Les particules étrangères peuvent également être détectées indirectement par des récepteurs nommés récepteurs opsoniques. Les récepteurs des anticorps et du complément sont les récepteurs opsoniques les mieux décrits. Les autres récepteurs sont appelés récepteurs non opsoniques.

#### Récepteurs non opsoniques

##### Récepteurs des micro-organismes
Les récepteurs qui se lient directement aux motifs moléculaires associés aux pathogènes et peuvent induire une phagocytose comprennent la dectine-1, Mincle (Macrophage inducible Ca2+-dependent lectin receptor), MCL (Macrophage C-type lectin) et DC-SIGN ((Dendritic Cell-Specific Intercellular adhesion molecule-3-Grabbing Non-integrin) ) . Toutes ces molécules font partie de la famille des récepteurs aux lectines de type C.
La dectine-1 reconnaît les polysaccharides de levure et s'est avérée être un véritable récepteur phagocytaire. Lorsqu'elle est exprimée sur des cellules hétérologues non phagocytaires, la dectine-1 permet aux cellules d'effectuer la phagocytose. La dectine-1 coopère aussi avec d'autres récepteurs phagocytaires: chez les neutrophiles, elle se connecte au récepteur phagocytaire Mac-1.
Le Mincle (lectine de type C inductible par les macrophages) est un récepteur du dimycolate de tréhalose (TDM), présent sur la paroi cellulaire de certaines mycobactéries. MCL (lectine de type C du macrophage, Dectin-3) est un autre récepteur du TDM qui se lie également aux α-mannanes. Mincle et MCL sont tous deux considérés comme de véritables récepteurs phagocytaires . Dans les cellules myéloïdes, Mincle et MCL semblent coopérer pour améliorer la phagocytose en formant des hétérodimères sur la membrane cellulaire.
DC-SIGN est un autre récepteur qui peut se lier à plusieurs agents pathogènes microbiens, notamment des virus, des champignons et des bactéries, grâce à la reconnaissance des glycanes fucosylés et des glycanes riches en mannose. DC-SIGN s'est révélé être un récepteur phagocytaire en l'exprimant dans des cellules myéloïdes humaines K562 non phagocytaires ou dans des cellules épithéliales HeLa. DC-SIGNR est un autre récepteur de lectine de type C présentant une forte homologie avec DC-SIGN et capable de se lier à des ligands riches en mannose.

##### Récepteurs des cellules apoptiques
Dans les organismes multicellulaires, de nombreuses cellules meurent constamment par apoptose pour maintenir l'homéostasie. Ces cellules apoptotiques sont éliminées par phagocytose. La détection des cellules apoptotiques nécessite des récepteurs particuliers pour des molécules qui n'apparaissent que sur la membrane des cellules mourantes. Ces molécules comprennent la lysophosphatidylcholine et la phosphatidylsérine. Ces molécules délivrent aux phagocytes un signal « mange-moi ». Les récepteurs reconnaissant directement la phosphatidylsérine comprennent la TIM-1 (« T-cell immunoglobulin and mucin domain 1 »), la TIM-4 (« T-cell immunoglobulin and mucin domain 4 »), la stabiline-2 et BAI-1 (« Brain-specific angiogenesis inhibitor 1 »).
Certaines cellules normales, par exemple les lymphocytes B et T activés, peuvent exprimer des taux importants de phosphatidylsérine à leur surface. Ces cellules évitent la phagocytose en exprimant en même temps des molécules qui servent de signaux « ne me mange pas ». L’une de ces molécules est le CD47, un ligand du récepteur SIRPα (« Signal regulatory protein α »), qui est exprimé sur les phagocytes.

#### Récepteurs opsoniques

##### Récepteurs d'immunoglobuline

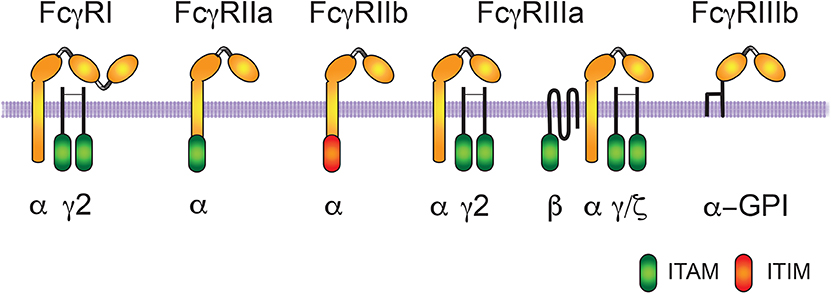
Récepteurs membranaires Fc impliqués dans la phagocytose

Les récepteurs Fcγ (FcγR) sont des glycoprotéines qui se lient spécifiquement à la chaine lourde (partie Fc) des molécules d'immunoglobulines G. Lorsque les FcγR engagent des molécules d'immunoglobulines G dans des complexes multivalents antigène-anticorps, elles se regroupent sur la membrane de la cellule, puis déclenchent la phagocytose ainsi que d'autres réponses cellulaires. Trois types de FcγR sont exprimés sur les cellules humaines, FcγRI (CD64), FcγRII (CD32) et FcγRIII (CD16).
FcγRI possède trois domaines de type Ig et présente une haute affinité pour les molécules d'immunoglobulines G. En revanche, FcγRII et FcγRIII possèdent deux domaines de type Ig et affichent une faible affinité pour les molécules d'immunoglobulines G.
FcγRII présente deux isoformes : FcγRIIa exprimé principalement dans les cellules phagocytaires et FcγRIIb exprimé principalement dans les lymphocytes B. FcγRIIb fonctionne comme un régulateur négatif de la phagocytose.
FcγRIII présente deux isoformes : FcγRIIIa exprimé dans les macrophages, les cellules tueuses naturelles , les basophiles, les mastocytes et les cellules dendritiques, et FcγRIIIb exprimé exclusivement sur les neutrophiles. FcγRIIIa est un récepteur avec une partie transmembranaire et une queue cytoplasmique, associé à un dimère de chaînes FcRγ, tandis que FcγRIIIb est un récepteur lié au glycosylphosphatidylinositol , dépourvu de queue cytoplasmique et d'aucune sous-unité associée connue.

##### Récepteurs du complément

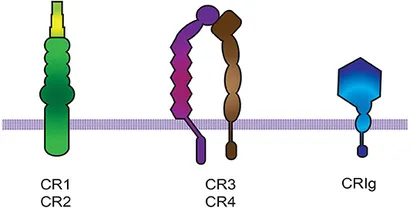
Trois types de récepteurs du complément utilisées par les cellules phagocytaires

Les molécules du complément déposées sur les micro-organismes ou les cellules se lient au récepteurs du complément de la cellule phagocytaires. Les récepteurs du complément appartiennent à trois groupes de molécules : CR1 (Complement receptor 1) et CR2 (Complement receptor 2), CR3 et CR4, qui appartiennent à la famille des intégrines β2, et CRIg (Complement receptor of the immunoglobulin family), qui appartient à la superfamille des immunoglobulines. L'intégrine αMβ2 (également connue sous le nom de CD11b/CD18, CR3 ou Mac-1) constitue le récepteur phagocytaire le plus efficace parmi les récepteurs du complément.

### Coordination entre récepteurs
Pour une reconnaissance efficace de la cible, de nombreux récepteurs phagocytaires sur la membrane doivent interagir avec plusieurs molécules d’immunoglobulines sur la particule opsonisée. Pour cela, les récepteurs doivent avoir une bonne mobilité membranaire pour pouvoir s'agréger et s'activer. La mobilité n’est pas facile pour la plupart des récepteurs phagocytaires, car ils font partie d’autres glycoprotéines transmembranaires (généralement plus grosses) qui recouvrent la surface cellulaire. Les récepteurs phagocytaires sont des petites molécules qui sont masqués par une couche de grosses glycoprotéines (le glycocalyx), telles que les mucines, l'hyaluronane et les phosphatases membranaires CD45 et CD148. Enfin, de nombreuses grosses glycoprotéines sont liées au cytosquelette et peuvent interférer avec la diffusion latérale des récepteurs sur la membrane cellulaire.

### Activation de la formation du phagosome
Lorsqu'une particule est reconnue par les récepteurs phagocytaires, diverses voies de signalisation sont activées pour initier la phagocytose. Une réorganisation du cytosquelette d'actine et des modifications de la membrane ont lieu, entraînant une dépression de la zone membranaire touchant la particule et formant la coupe phagocytaire. Ensuite, des pseudopodes se forment autour de la particule jusqu'à ce que la membrane recouvre complètement la particule pour former un nouveau phagosome à l'intérieur de la cellule. Les mécanismes de signalisation permettant d'activer la phagocytose sont mieux connus pour les récepteurs Fc et les récepteurs du complément. Pour d’autres récepteurs phagocytaires, les voies de signalisation commencent tout juste à être étudiées.
Dépendant du type cellulaire et des conditions de phagocytose, des sources autres que la membrane plasmique peuvent fournir la membrane du phagosome. Il s'agit des endosomes de recyclage et du réticulum endoplasmique.

#### Voie d'activation des récepteurs du complément

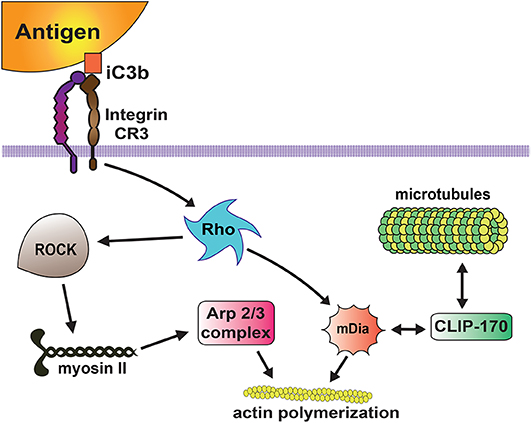
Voie de signalisation après stimulation d'un récepteur du complément. 1. Rho stimule la Rho kinase, qui phosphoryle et active la myosine II. La myosine conduit alors à l'activation du complexe Arp2/3, qui favorise l'assemblage de l'actine au niveau du phagosome en formation. 2. Rho peut induire une accumulation de diaphanous-related formin-1 et d'actine polymérisée. En outre, la Diaphanous-related formin-1 se lie directement à la protéine cytoplasmic linker protein 170 associée aux microtubules au niveau du phagosome et fournit un lien vers le cytosquelette des microtubules requis pour la phagocytose médiée par les récepteurs du complément,.

Parmi les récepteurs du complément, le CR3 est le récepteur phagocytaire le plus efficace. Dès les premières études, il a été réalisé que le CR3 sur les macrophages initie un type de phagocytose différent de celui médié par les récepteurs des anticorps Fcγ. La phagocytose médiée par CR3 est caractérisée par « l'enfoncement » de la particule cible dans la membrane cellulaire sans génération de pseudopodes autour de la particule. En outre, l’utilisation des composants du cytosquelette pour l’internalisation des particules est différente entre la phagocytose médiée par les récepteurs aux immunoglobulines et les récepteurs du complément. Au cours de la phagocytose médiée par les récepteurs aux immunoglobulines, le cytosquelette d'actine est utilisé seul , tandis que lors de la phagocytose médiée par les récepteurs du complément, les cytosquelettes d'actine et de microtubules sont impliqués,. Dans la phagocytose du complément, le remodelage de l'actine F dépend de l'activation de la GTPase Rho, mais pas des GTPases Rac ou Cdc42 comme pour l'activation par les récepteurs des immunoglobulines. La GTPase Rho, à son tour, favorise la polymérisation de l'actine via deux mécanismes (Voir vignette).

#### Formation du phagosome

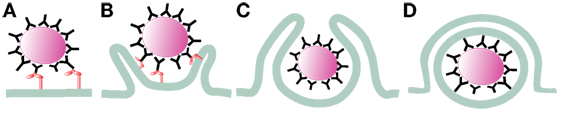
Formation d'un phagosome après activation d'un récepteur du complément. Après engagement du récepteur (A), la membrane plasmique recouvre le micro-organisme à ingérer (B),et se ferme à l'extrémité distale (C),, formant une vacuole où le micro-organisme est internalisé. (D).

La phagocytose démarre lorsque les récepteurs phagocytaires engagent des ligands sur la particule à ingérer. Ensuite, les récepteurs activent des voies de signalisation qui modifient la composition de la membrane et contrôlent le cytosquelette d'actine, entraînant la formation de protubérances membranaires destinées à recouvrir la particule. Enfin, ces saillies membranaires fusionnent au niveau distal, créant une nouvelle vésicule qui se détache de la membrane plasmique. Cette nouvelle vésicule contenant la particule ingérée est le phagosome.
Lors de la formation des phagosomes, la membrane change sa composition lipidique impliquant la formation et la dégradation de différentes molécules lipidiques sur la membrane du phagosome de manière ordonnée.
Au cours de la phagocytose médiée par le récepteur Fcγ, le phosphatidylinositol-4,5-bisphosphate s'accumule initialement au niveau de la saillie phagocytaire, mais diminue ensuite rapidement. La diminution de phosphatidylinositol-4,5-bisphosphate est importante pour l'internalisation des particules, probablement en facilitant le désassemblage de l'actine . Cette diminution est provoquée par l'action de la phosphoinositide 3-kinase, qui le phosphoryle pour produire du Phosphatidylinositol-3,4,5-trisphosphate 3-phosphatase au niveau de la saillie phagocytaire. La réduction du phosphatidylinositol-4,5-bisphosphate dans la membrane est également médiée par l'action de la phospholipase Cγ.
Parallèlement aux changements dans la composition lipidique, la membrane plasmique change également en remodelant le cytosquelette d'actine afin de générer les saillies membranaires qui recouvriront la particule cible. Premièrement, le cytosquelette cortical est perturbé. Deuxièmement, les pseudopodes sont formés par polymérisation de la F-actine. Troisièmement, à la base de la saillie phagocytaire, l'actine est dépolymérisée tandis que le phagosome membranaire est scellé à l'extrémité distale pour former le phagosome.

### Phagosome

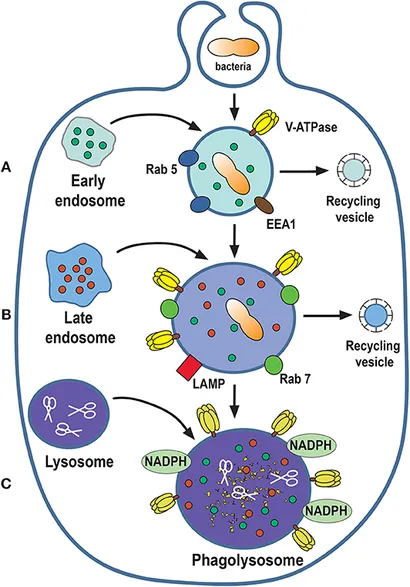
Maturation des phagosomes. Le phagosome naissant se transforme en vacuole microbicide, le phagolysosome, par interactions séquentielles avec les vésicules de la voie endocytaire. Le processus peut être décrit en trois étapes de maturation : précoce (A), tardive (B) et phagolysosome (C). Dans ce processus, la composition de la membrane change pour inclure des molécules qui contrôlent la fusion membranaire, telles que les GTPases Rab5 et Rab7. Le phagolysosome devient de plus en plus acide sous l'action d'une V-ATPase pompant des protons et acquiert diverses enzymes de dégradation, telles que les cathepsines, les protéases, les lysozymes et les lipases.

Une fois dans la cellule phagocytaire, , le nouveau phagosome transforme sa composition membranaire et son contenu, pour devenir une nouvelle vésicule, le phagolysosome, capable de dégrader la particule ingérée. Cette transformation est connue sous le nom de maturation du phagosome et consiste en des interactions successives de fusion et de fission entre le nouveau phagosome et les endosomes précoces, les endosomes tardifs et enfin les lysosomes.
Dépendant du type cellulaire et des conditions de phagocytose, des sources autres que la membrane plasmique peuvent fournir la membrane du phagosome. Il s'agit des endosomes de recyclage et du réticulum endoplasmique.

#### Digestion
À l'intérieur de ce phagosome, le devenir de la particule peut être de trois types :
- la digestion consécutive à l'accolement et à la fusion des lysosomes avec la membrane du phagosome constituant ainsi un phagolysosome duquel les divers enzymes vont se déverser et, selon leur spécificité, s'attaquer aux divers constituants de la particule ou du micro-organisme ;
- la persistance est observée avec les particules difficilement biodégradables, mais également avec certains germes ;
- la multiplication intracytoplasmique (relatif à l'intérieur du cytoplasme), qui est le propre de certaines variétés de parasites ou de virus, de bactéries responsables d'infections particulièrement virulentes comme la brucellose et la tuberculose.

La phagocytose s’accompagne le plus souvent d’une brutale élévation de la consommation cellulaire en oxygène. En effet, la liaison d’une particule exogène à son récepteur membranaire entraîne une activation de la NADPH oxydase, qui transfère des électrons du NADPH à l'oxygène moléculaire. Les formes actives de l'oxygène formées (Peroxyde d'hydrogène H2O2, radicaux OH• et O2) se retrouvent en forte concentration dans le phagosome, où elles exercent des effets toxiques sur les micro-organismes phagocytés. De plus, certains macrophages sont capables après induction d’une NO synthase de produire des dérivés nitrés, notamment le monoxyde d'azote, par oxydation des noyaux azotés de la L-arginine. Le monoxyde d’azote, qui est libéré lors de l'infection de macrophages par des bactéries, des levures, des parasites ou des champignons, contribue à l'élimination de ces organismes.
Pendant l’étape de digestion, il y a l’activation de lysosomes, constituant ainsi un phagolysosome. Les divers enzymes vont se déverser et, selon leur spécificité, s'attaquer aux divers constituants de la particule ou du micro-organisme pour la digestion totale.

## Mécanisme d' échappement microbien à la phagocytose et conséquences biologiques
La phagocytose est un processus efficace qui se termine par la formation du phagolysosome et son environnement très hostile pour la plupart des micro-organismes. Il n’est donc pas surprenant que de nombreux agents pathogènes efficaces aient développé de multiples stratégies pour prévenir et/ou empêcher la phagocytose. Ces stratégies incluent la prévention de la phagocytose, l'interférence de la maturation du phagosome, la résistance au contenu du phagolysosome et même la fuite physique du phagosome. Ces phénomènes d'échappement ont particulièrement étudié chez le staphylocoque dorée, M. tuberculosis et L. monocytogenes.
Dans les cas de persistances par des micro-organismes (levures, bactéries ou virus), il existe la digestion partielle avec présentation des peptides antigéniques par les molécules de classe II du CMH.
La multiplication du micro-organisme :
- qui empêche la fusion des lysosomes (Listeria, Legionella, Chlamydia, Mycobacterium tuberculosis, Toxoplasma) ;
- qui survit dans le phagolysosome (Salmonella, Histoplasma) ;
- qui sort du phagosome vers le cytoplasme où il se multiplie (Listeria, Shigella).

Dans tous les cas, le macrophage doit être activé : c'est le rôle de la cellule Th1 qui, par la sécrétion d'interférons, activera le macrophage « embarrassé ».